# Mazda Premacy
Mazda Premacy är en bilmodell av MPV-typ tillverkad av Mazda mellan 1999 och 2005. Den byggde på mellanklassmodellen 626 och ersattes 2005 av Mazda 5.

## Motoralternativ
| Modell   | År        | Motor                   | Cylindervolym | Effekt | Vridmoment | Bränslesystem      |
| -------- | --------- | ----------------------- | ------------- | ------ | ---------- | ------------------ |
| 1.8      | 1999-2005 | 4-cyl radmotor DOHC 16v | 1840 cm³      | 100 hk | 152 Nm     | Bränsleinsprutning |
| 1.8      | 1999-2001 | 4-cyl radmotor DOHC 16v | 1840 cm³      | 114 hk | 161 Nm     | Bränsleinsprutning |
| 2.0      | 2001-2005 | 4-cyl radmotor DOHC 16v | 1991 cm³      | 130 hk | 171 Nm     | Bränsleinsprutning |
| 2.0 DITD | 1999-2001 | 4-cyl radmotor SOHC 16v | 1998 cm³      | 90 hk  | 220 Nm     | Turbodiesel        |
| 2.0 DITD | 2001-2005 | 4-cyl radmotor SOHC 16v | 1998 cm³      | 100 hk | 230 Nm     | Turbodiesel        |